# Conus danilai
Conus danilai é uma espécie de gastrópode do gênero Conus, pertencente a família Conidae.